# Derenburg
Derenburg − dzielnica miasta Blankenburg (Harz) w Niemczech, w kraju związkowym Saksonia-Anhalt, w powiecie Harz. W 2006 liczyło 2 662 mieszkańców.
Do 1 stycznia 2010 było to samodzielne miasto.